# Barges (Côte-d’Or)
Barges – miejscowość i gmina we Francji, w regionie Burgundia-Franche-Comté, w departamencie Côte-d’Or.
Według danych na rok 1990 gminę zamieszkiwało 349 osób, a gęstość zaludnienia wynosiła 91 osób/km² (wśród 2044 gmin Burgundii Barges plasuje się na 570. miejscu pod względem liczby ludności, natomiast pod względem powierzchni na miejscu 1296.).